# Osservatorio di Lipsia

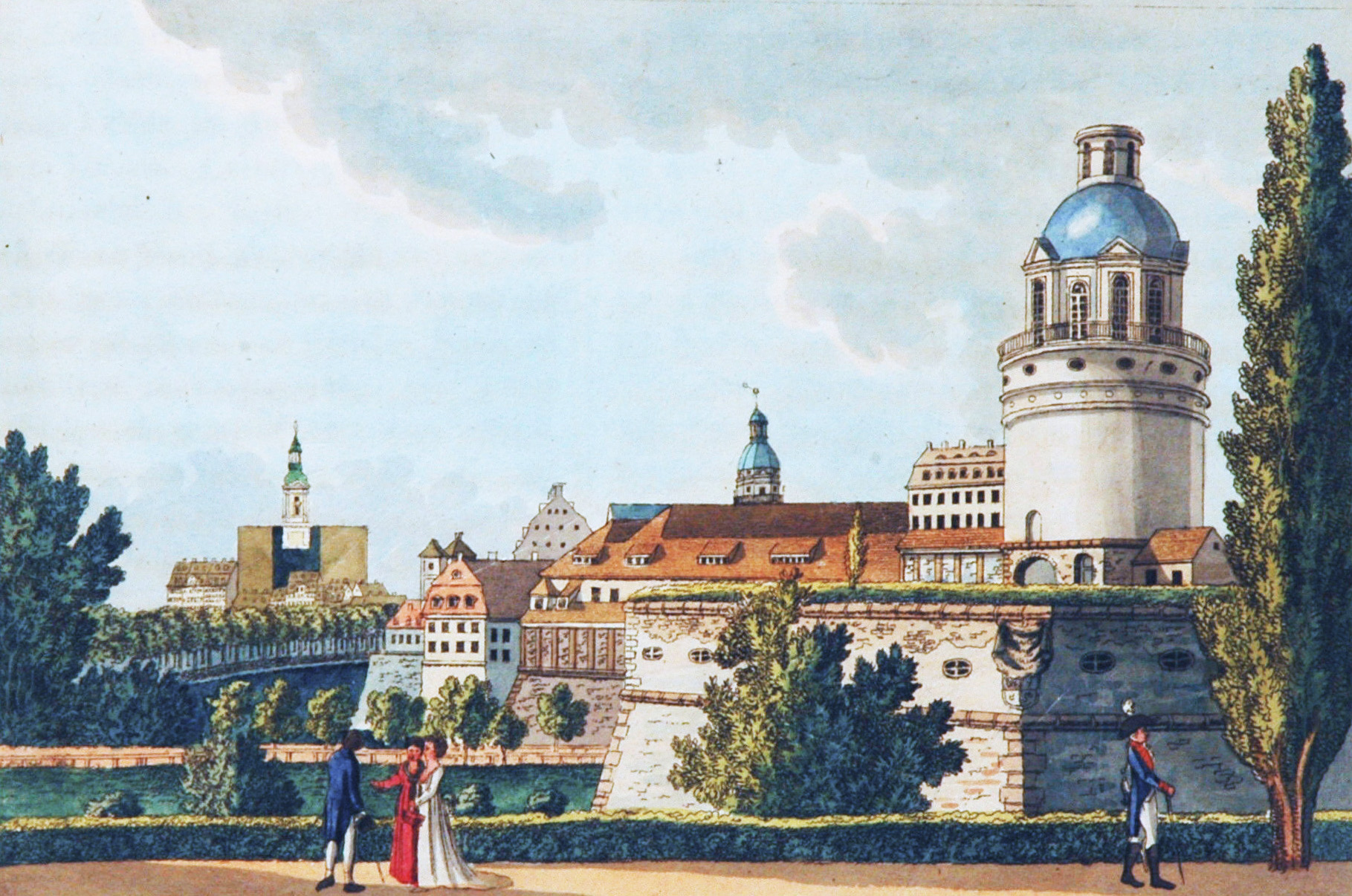
Il vecchio osservatorio sul Pleißenburg nel 1804

A Lipsia si sono succeduti nel tempo due osservatori astronomici, entrambi gestiti dalla locale università. Nessuno dei due edifici si è conservato fino ad oggi.

## Storia

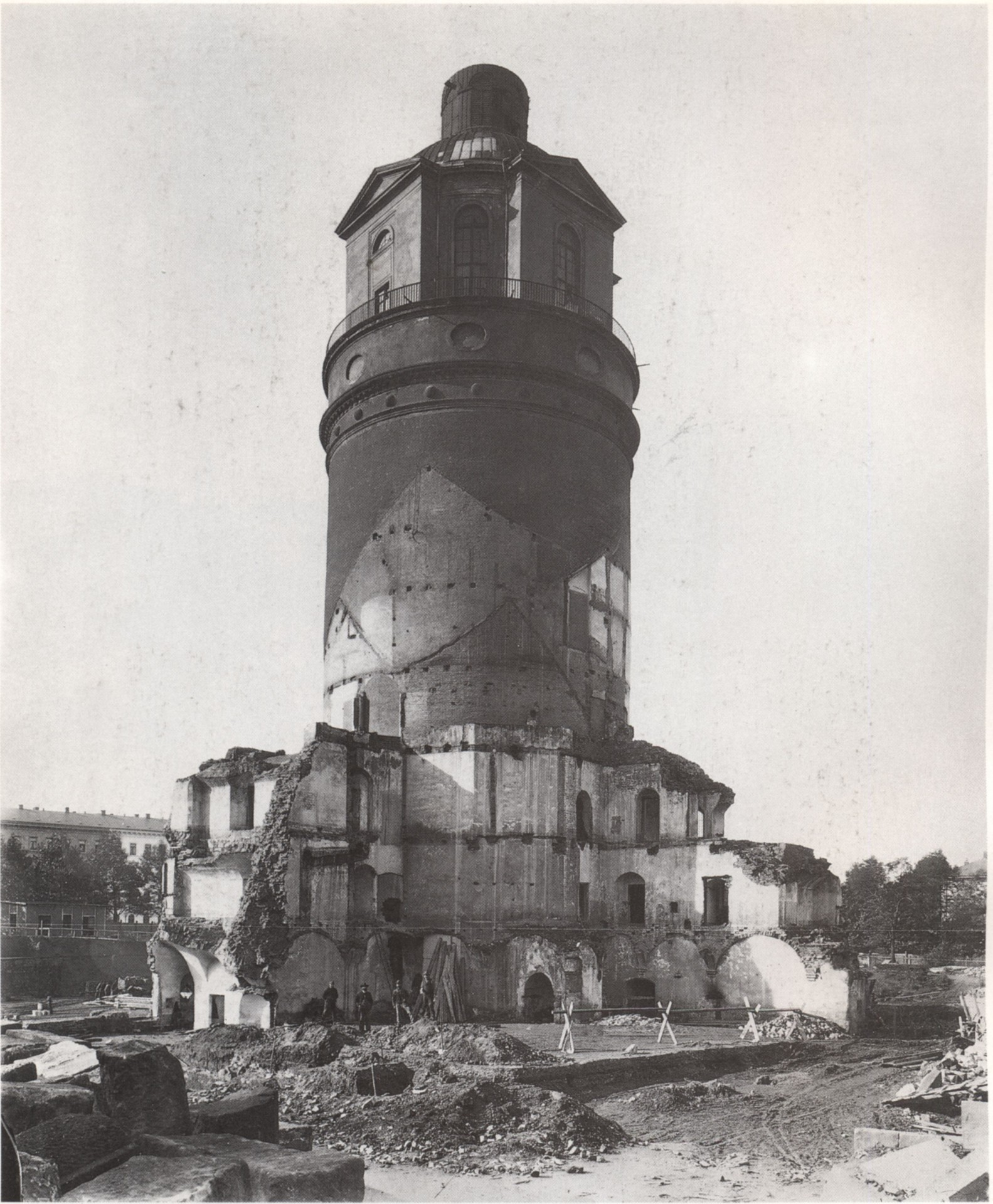
La demolizione della torre nel 1897

### Il vecchio osservatorio sul Pleißenburg
Il vecchio osservatorio universitario funzionò dal 1790 al 1861 sulla torre del Pleißenburg. Esso nacque nel 1787–1790 durante la ricostruzione della torre, su progetto dei matematici Georg Heinrich Borz (1714–1799) e Carl Friedrich Hindenburg (1741–1808). Il 3 febbraio 1794 fu inaugurata la rotonda in stile neoclassico dell'osservatorio che faceva da coronamento alla torre cittadina.
L'osservatorio fu diretto fino al 1848 da un observator, il quale era assistito da uno o due amanuenses. Dal personale dipendeva inoltre un "sollevatore". Nel 1848 il posto di assistente fu trasformato in quello di uno dei due osservatori, mentre quello che era stato fino ad allora l'observator prese il titolo di direttore.
Osservatori e poi direttori del vecchio osservatorio furono:
- 1791–1809: Christian Friedrich Rüdiger (1760–1809)
- 1811–1816: Carl Brandan Mollweide (1774–1825)
- 1816–1848: August Ferdinand Möbius (1790–1868); dal 1848 al 1861 direttore dell'osservatorio
- 1848–1857: Heinrich Louis d’Arrest (1822–1875)
- 1860–1861: Karl Christian Bruhns (1830–1881)

Nel 1861 il vecchio osservatorio venne chiuso a causa della densità di costruzioni e fu sostituito dal nuovo osservatorio sull'altura della Johannistal. La medievale Pleißenburg fu demolita con il vecchio osservatorio nel 1897, per fare spazio al nuovo Rathaus. Le fondamenta dell'antica torre comunale furono usate per la costruzione della torre del nuovo municipio.

### Il nuovo osservatorio a Johannistal

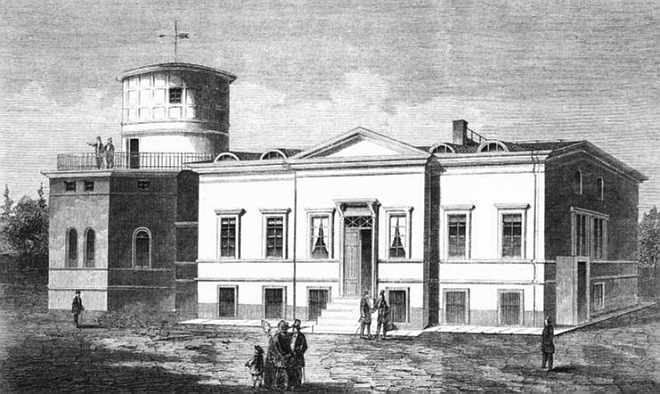
Il nuovo osservatorio sulla sinistra e l'abitazione del direttore sulla destra

Già nel 1857 si progettava un nuovo edificio. Dopo che il comune ebbe messo a disposizione dell'università il terreno, nel 1860 cominciarono i lavori. Il nuovo osservatorio universitario di Lipsia fu costruito fra il 1860 e il 1861 sul margine occidentale del Johannistal e fu inaugurato l'8 novembre 1861.
In base al progetto venne costruita anche l'abitazione del direttore, che era unita all'osservatorio da un corridoio.
Nell'osservatorio si trovavano la biblioteca e la cosiddetta Meridianzimmer, che custodiva anche una raccolta di strumenti astronomici. Notevole per quell'epoca era la cupola, che poteva girare in tutte le direzioni del cielo. Essa ospitava un telescopio da 12 piedi (circa 3,5 metri) di distanza focale e un obiettivo da 8 pollici (circa 19 cm).
Nel 1866 fu costruita una seconda cupola e nel 1886 anche una torretta.
I direttori del secondo osservatorio furono:
- 1861–1881: Karl Christian Bruhns (1830–1881)
- 1882–1919: Heinrich Bruns (1848–1919)
- 1920–1930: Julius Bauschinger (1860–1934)
- 1930–1943: Franz Josef Hopmann (1890–1975)

Durante la seconda Guerra mondiale l'edificio fu parzialmente abbattuto in conseguenza del bombardamento aereo del 4 dicembre 1943. Conseguentemente nel 1956 cessò ogni attività dell'osservatorio.
Sulle rovine dell'edificio, dal 1993 è stato inaugurato l'istituto di meteorologia della facoltà di fisica dell'università di Lipsia.

## Bibliografia

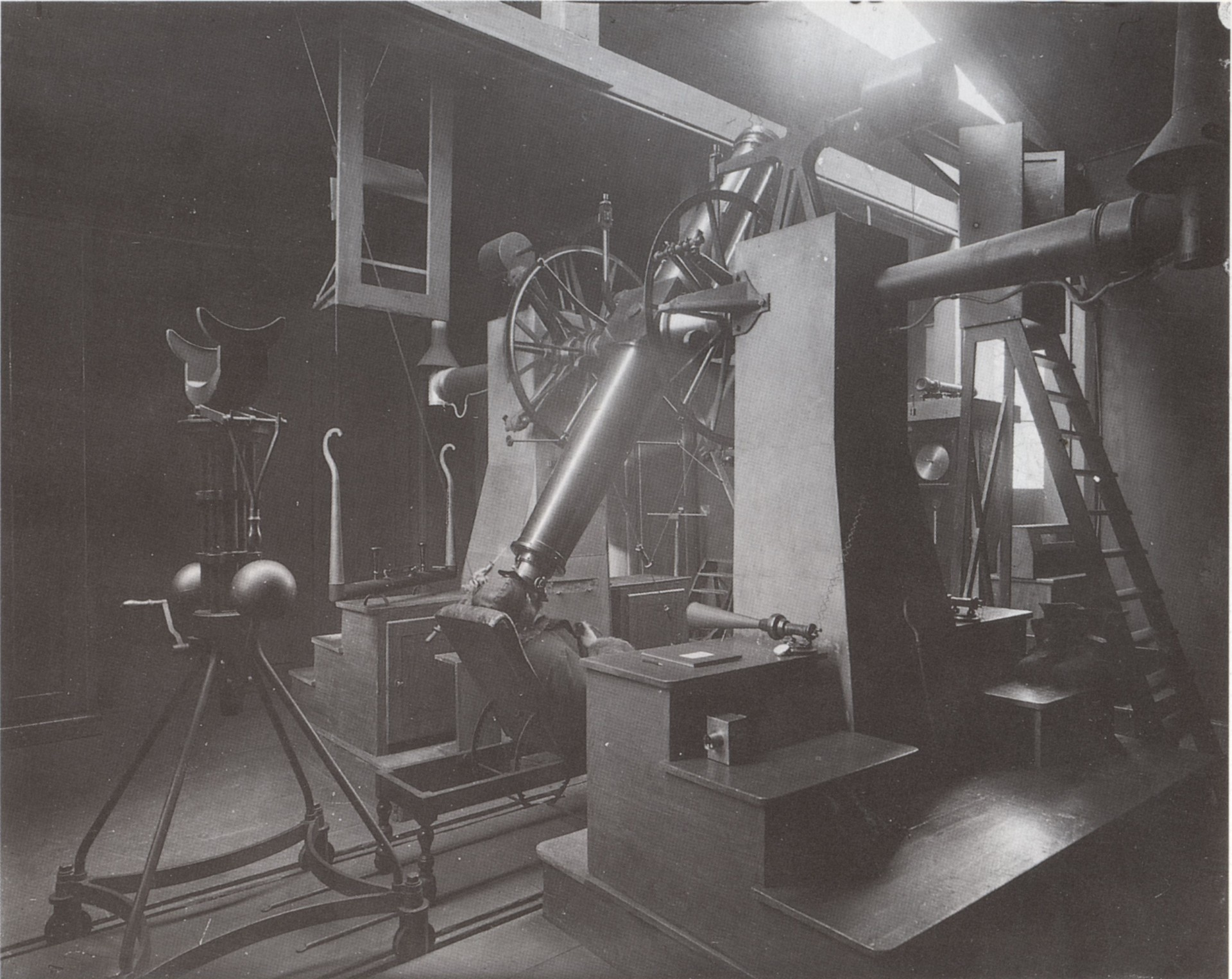
L'interno dell'osservatorio di Johannisthal intorno al 1900